# Kattøya
Kattøya est une île de la commune de Porsgrunn,  dans le comté de Telemark en Norvège.

## Description
L'île de Kattøya est située au fond de l'Eidangerfjord (en). Elle est reliée au continent par une passerelle construite par la municipalité de Porsgrunn près du camping populaire d'Olavsberget.
Kattøya appartient à l'État depuis 2002 et fait maintenant partie de Skjærgårdsparken Telemark. L'île est densément couverte de forêts, est vallonnée et à plusieurs endroits la montagne plonge à pic dans la mer.